# Belgique au Concours Eurovision de la chanson 1969
La Belgique a participé au Concours Eurovision de la chanson 1969 le 29 mars à Madrid, en Espagne. C'est la 14e participation belge au Concours Eurovision de la chanson.
Le pays est représenté par le chanteur Louis Neefs et la chanson Jennifer Jennings, sélectionnés par la Belgische Radio- en Televisieomroep (BRT) au moyen d'une finale nationale.

## Sélection

### Nationale finale Songfestival 1969
Le radiodiffuseur belge pour les émissions néerlandophones, la Belgische Radio- en Televisieomroep (BRT, prédécesseur de la VRT actuelle), sélectionne l'artiste en interne et organise une finale nationale pour sélectionner la chanson représentant la Belgique au Concours Eurovision de la chanson 1969.
La finale nationale belge a lieu le 22 février 1969. Les chansons y sont toutes interprétées en néerlandais, l'une des trois langues officielles de la Belgique.
Le jury était composé de représentants de la BRT, de la RTB, de journalistes et de personnes issues de la Société belge des auteurs, compositeurs et éditeurs (SABAM).
Louis Neefs est sélectionnée en interne comme interprète. Lors de cette finale, c'est la chanson Jennifer Jennings qui fut choisie pour être interprétée par le chanteur, avec Francis Bay comme chef d'orchestre. Louis Neefs a déjà été sélectionné pour représenter la Belgique à l'Eurovision en 1967.

#### Finale
| Ordre | Artiste     | Chanson              | Traduction               | Points | Place |
| ----- | ----------- | -------------------- | ------------------------ | ------ | ----- |
| 1     | Louis Neefs | Vanessa (I Love You) | – (Je t'aime)            | –      | 2     |
| 2     | Louis Neefs | Regenweer            | Temps pluvieux           | –      | 5     |
| 3     | Louis Neefs | Zo wondermooi        | Si merveilleusement joli | –      | 6     |
| 4     | Louis Neefs | Jennifer Jennings    | –                        | –      | 1     |
| 5     | Louis Neefs | Dans mooie vlinder   | Danse joli papillon      | –      | 5     |
| 6     | Louis Neefs | In elke lente        | À chaque printemps       | –      | 4     |

## À l'Eurovision
Chaque pays avait un jury de dix personnes. Chaque juré attribuait un point à sa chanson préférée.

### Points attribués par la Belgique
| 3 points | Espagne                                                          |
| 1 point  | Allemagne Luxembourg Monaco Pays-Bas Portugal Suisse Yougoslavie |

### Points attribués à la Belgique
| 10 points | 9 points | 8 points      | 7 points                     | 6 points   |
| --------- | -------- | ------------- | ---------------------------- | ---------- |
|           |          |               |                              |            |
| 5 points  | 4 points | 3 points      | 2 points                     | 1 point    |
|           |          | - Royaume-Uni | - Espagne - Norvège - Suisse | - Pays-Bas |

Louis Neefs interprète Jennifer Jennings en 10e position lors de la soirée du concours, suivant la Suède et précédant la Suisse. 
Au terme du vote final, la Belgique termine 7e, ex aequo avec l'Irlande, sur 16 pays, ayant reçu 10 points,.